# Medaille voor Langdurige Trouwe Dienst
De Medaille voor Trouwe Dienst, (Duits: "Medaille für Treue in der Arbeit") was een onderscheiding van het Koninkrijk Saksen. De onderscheiding werd in 1875 door Koning Albert van Saksen ingesteld. In de loop der jaren werd de opdracht op de keerzijde tweemaal veranderd. 
De medaille was bestemd voor "koningsgezinde personen van onbesproken gedrag die vanaf hun 25e levensjaar onafgebroken dertig jaar bij dezelfde werkgever hadden gewerkt". Dergelijke medailles werden bij jubilea uitgereikt aan lager geplaatste personen die op grond van hun maatschappelijke positie niet in aanmerking kwamen voor een ridderorde. De medaille is vergelijkbaar met de Eremedaille verbonden aan de Nederlandse Orde van Oranje-Nassau.
De val van de monarchie maakte in 1918 een einde aan de Koninklijk Saksische orden en onderscheidingen.
Op de voorzijde was de regerende koning afgebeeld binnen het rondschrift "ALBERT KÖNIG VON SACHSEN", GEORG KÖNIG VON SACHSEN of "FRIEDRICH AUGUST KÖNIG V. SACHSEN". Op de keerzijde stond tot 1893 "FÜR LANGJÄHRIGE TREUE IN DER ARBEIT" binnen een eikenkrans. Van 1893 tot 1918 was de opdracht "FÜR TREUE IN DER ARBEIT"
Er zijn verschillende modellen bekend:
- Grote zilveren medaille (niet draagbare legpenning) met het portret van Albert of George.
- Grote zilveren medaille met oog (soms een draagbaar gemaakte legpenning)
- Kleine zilveren medaille

De ronde zilveren medaille werd aan groen lint op de linkerborst of door dames aan een strik van dezelfde stof op de linkerschouder gedragen. De grote zilveren medailles kunnen op initiatief van de ontvanger draagbaar zijn gemaakt. 